# Flagellation de Jésus
Pour les articles homonymes, voir La Flagellation du Christ.

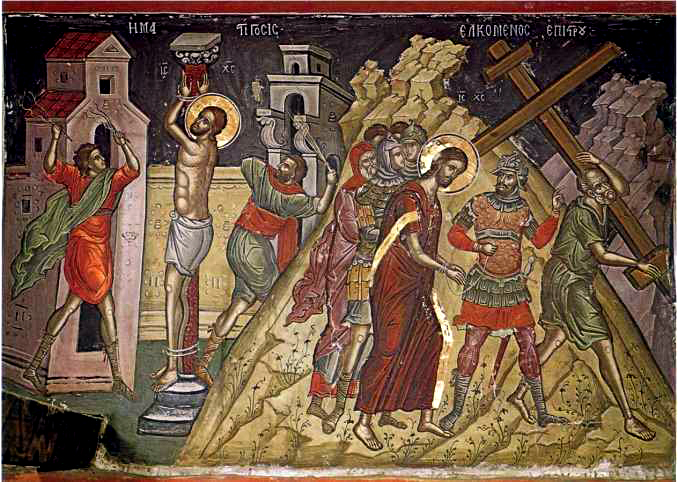
La Flagellation du Christ avant la montée au Calvaire, par Théophane le Crétois (mont Athos).

La flagellation de Jésus ou flagellation du Christ, ou encore le Christ à la colonne, est un épisode néotestamentaire de la Passion de Jésus raconté dans les Évangiles qui a donné lieu à de nombreuses représentations artistiques : tableaux, fresques, sculptures, etc. depuis le début de l'ère chrétienne.
La flagellation a lieu avant la montée au Golgotha. La colonne contre laquelle le Christ est flagellé est l'un des instruments de la Passion ou Arma Christi et plusieurs églises revendiquent de posséder un morceau de cette colonne, dont la basilique Sainte-Praxède à Rome.
Cet épisode est le sujet de la sixième station du chemin de croix scripturaire préconisé par le pape Jean-Paul II pour les catholiques.

## Sources néotestamentaires et mystiques
La flagellation de Jésus est décrite dans l'Évangile selon Jean (19, 1), celui de Marc (14, 65), celui de Luc (22, 63-65), et dans celui de Matthieu (27, 26). Elle a lieu avant le couronnement d'épines, et avant que le Christ ne soit associé aux paroles Ecce homo (Voici l'Homme) devant la foule qui précède sa montée au Golgotha du Vendredi saint.
Selon les traductions des évangiles, Jésus subit une fustigation avec des verges (Mt 27,26, Mc 15,15, Lc 23,16) ou une flagellation avec le flagellum ou le flagrum (Jn 19,1).

## Iconographie
La représentation de la flagellation (comme le Christ à la colonne qui précède et le Christ aux outrages qui suit ou qui précède suivant les textes) est rare pendant l'antiquité chrétienne, puis le haut Moyen Âge. Sa représentation prend un certain essor avec les enluminures et les petites tablettes d'ivoire, et surtout avec l'apparition en occident des ordres mendiants. Les représentations de la Passion sur les parvis d'églises pendant la Semaine sainte et les processions de flagellants sont concomitantes avec la multiplication de ce thème dévotionnel et iconographique.

"
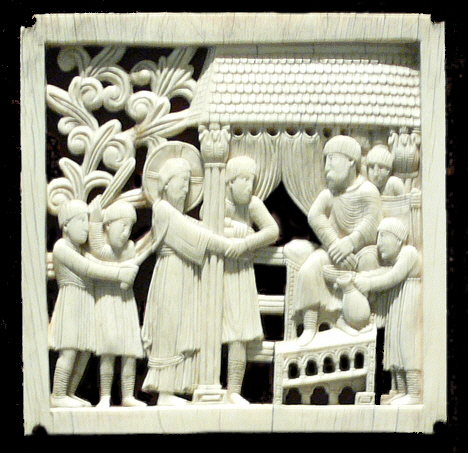
La Flagellation du Christ devant Pilate ivoire, don d'Othon le Grand à la cathédrale de Magdebourg aujourd'hui au Bayerisches Nationalmuseum (962-973)
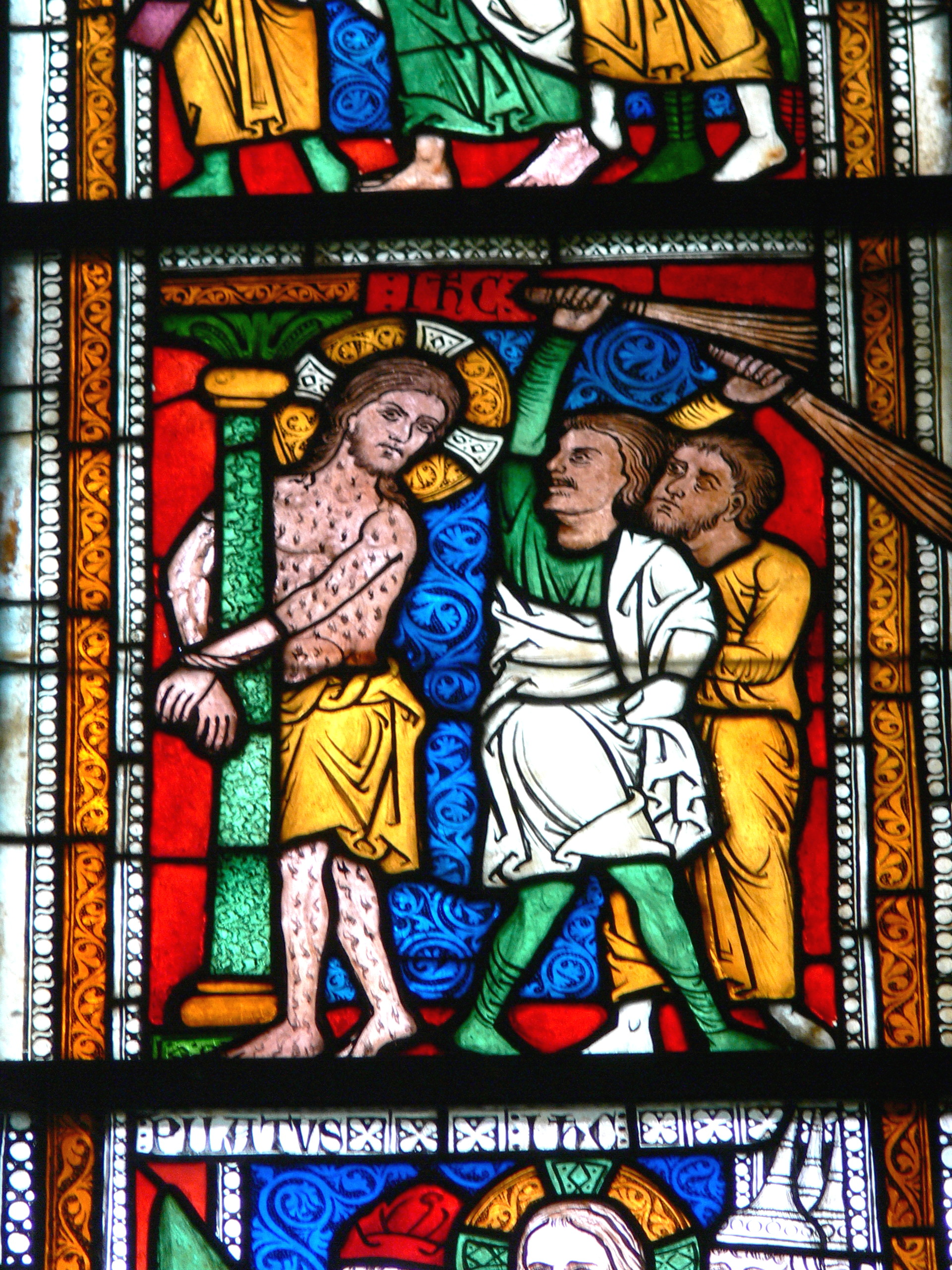
Vitrail de l'église de Dalhem (en) dans le Gotland (1240)
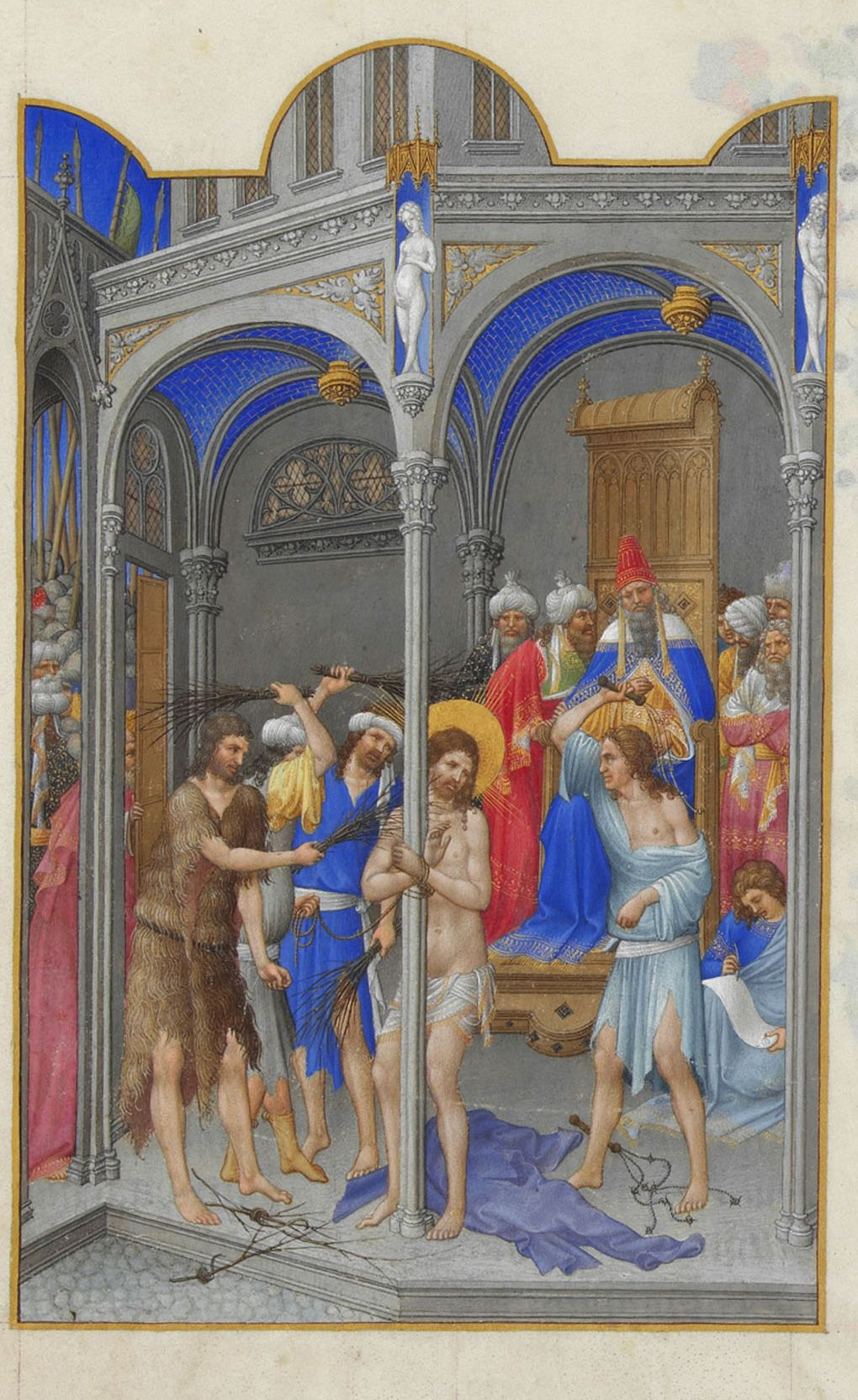
La Flagellation du Christ, 1412-1416 miniature des Très Riches Heures du duc de Berry musée Condé, Chantilly, ms.65, f.144
Christ à la colonne, 1438, église des Cordeliers à Fribourg, Suisse
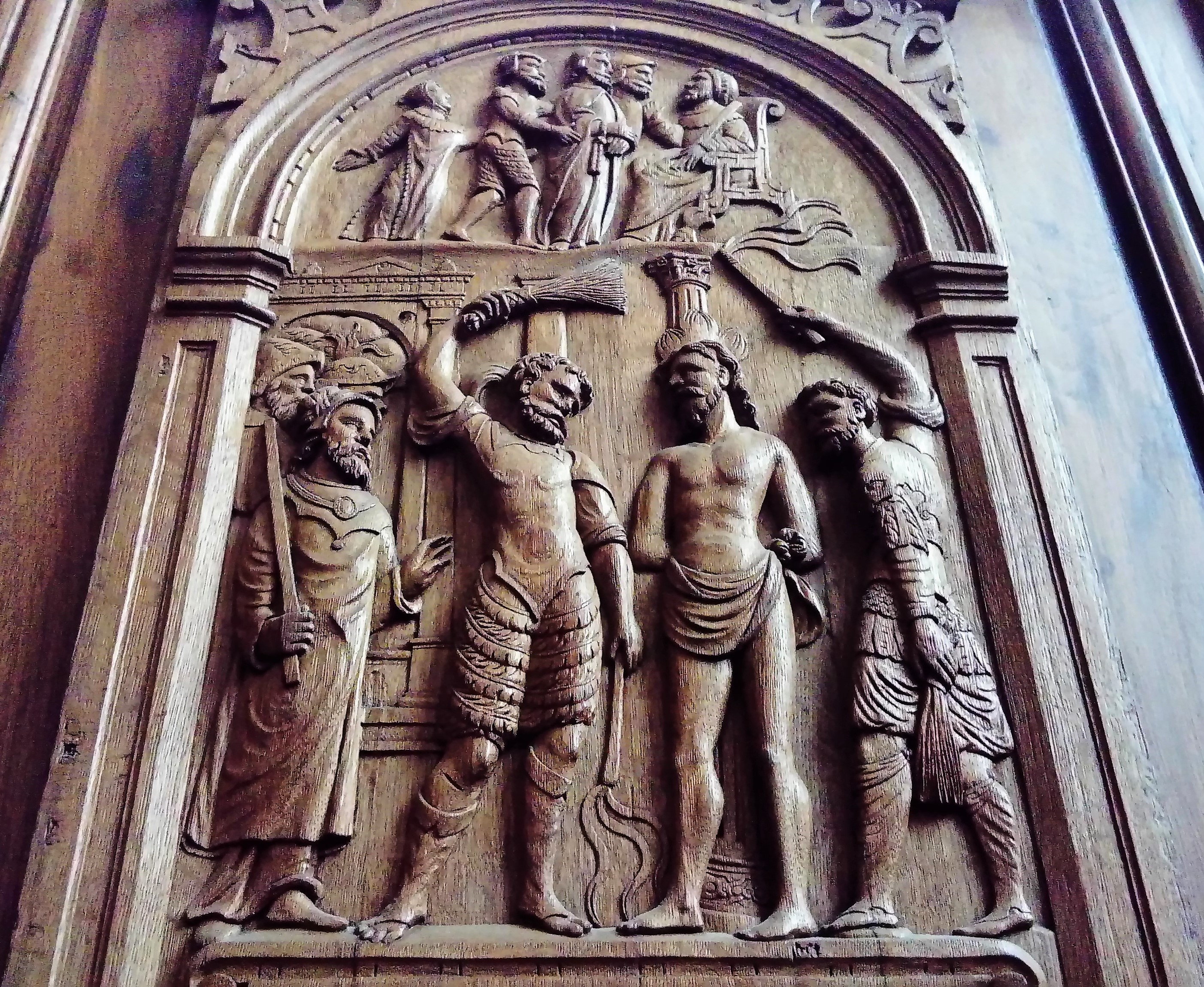
Boiserie de la cathédrale Saint-Julien du Mans
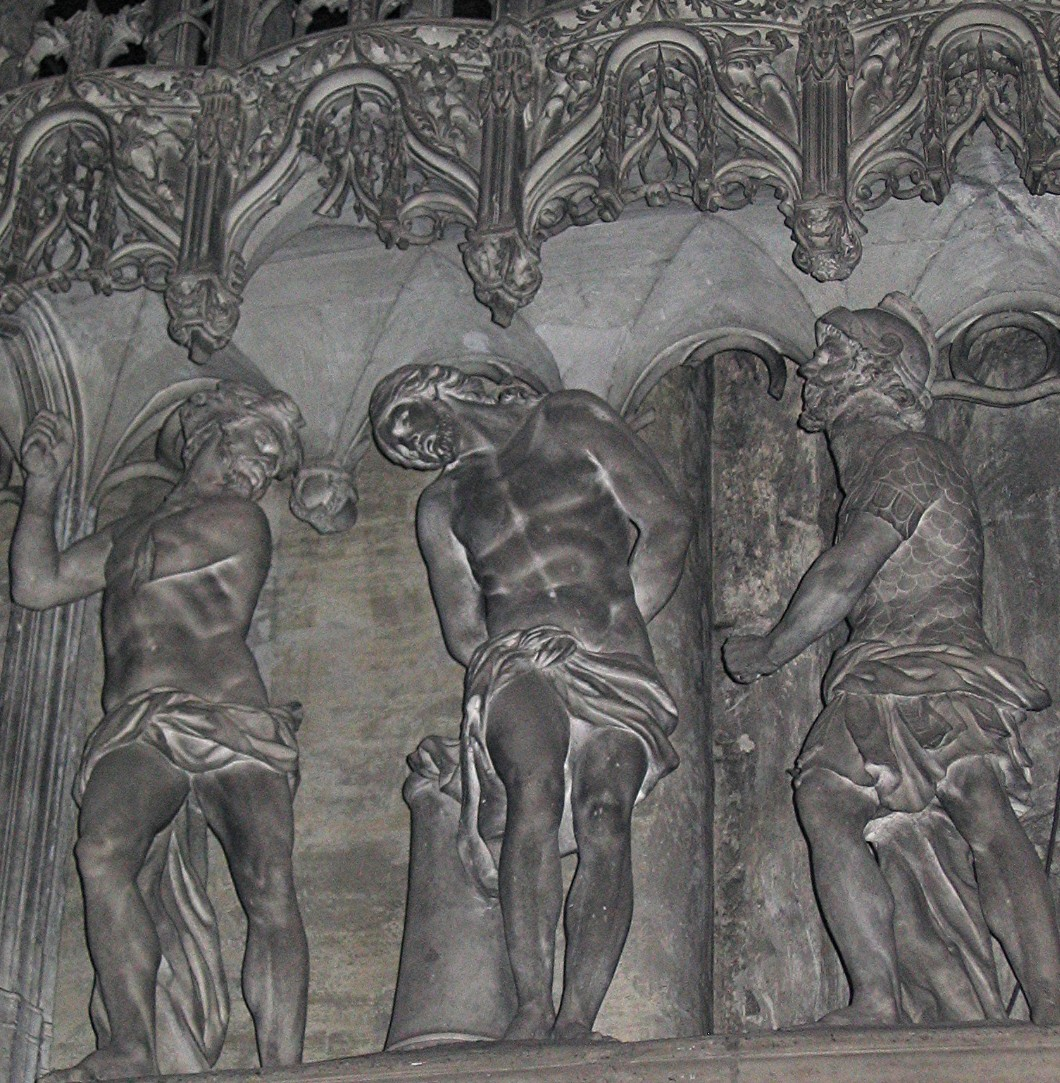
Sculpture de Jehan de Beauce clôture du chœur de la cathédrale Notre-Dame de Chartres, XVIe siècle
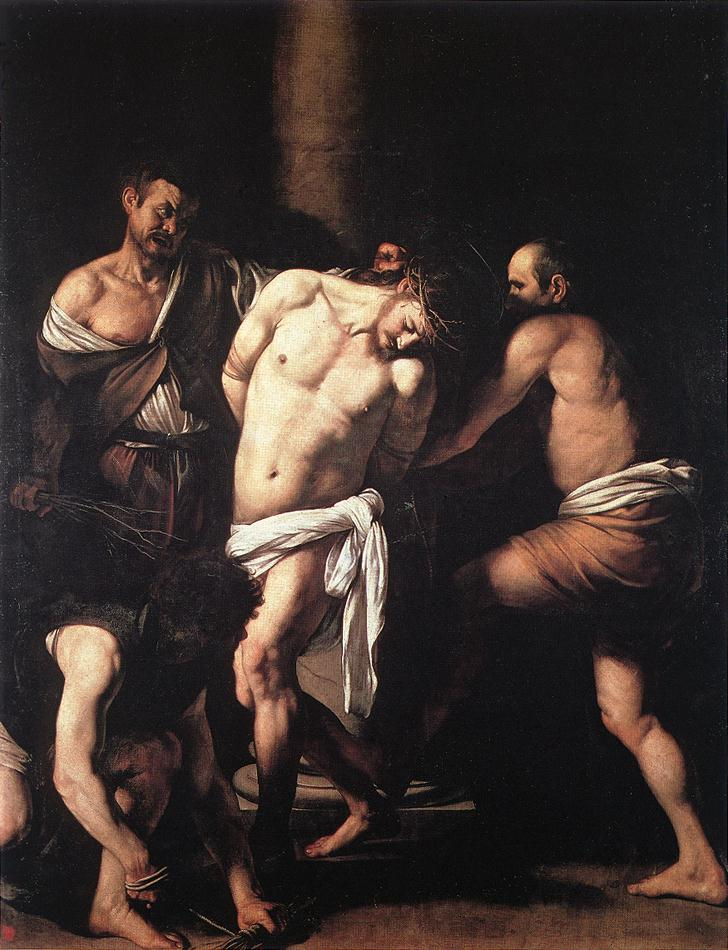
La Flagellation du Christ' par le Caravage, 1607 musée de Capodimonte, Naples
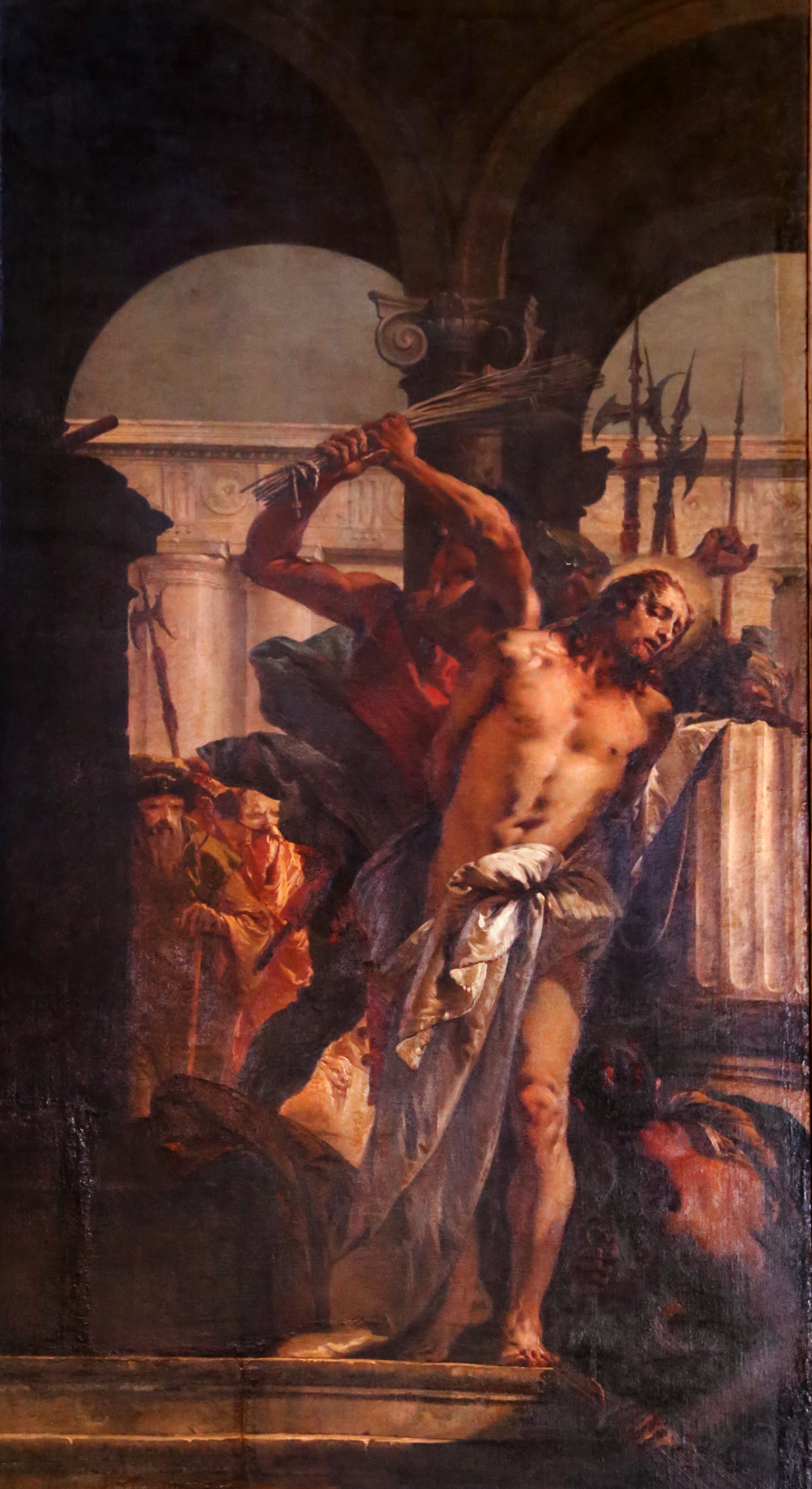
La Flagellation Giambattista Tiepolo, 1737-1738 Église Sant'Alvise, Venise